# نادي مصافي الوسط
نادي مصافي الوسط الرياضي هو أحد أندية الدوري العراقي 
يقع مقره في محافظة بغداد تأسس عام 1992م .

## وصلات خارجية
قالب:الدوري العراقي الدرجة الأولى